# Cusickiella quadricostata
Cusickiella quadricostata là một loài thực vật có hoa trong họ Cải. Loài này được (Rollins) Rollins mô tả khoa học đầu tiên năm 1988.